# Kirk Degiorgio

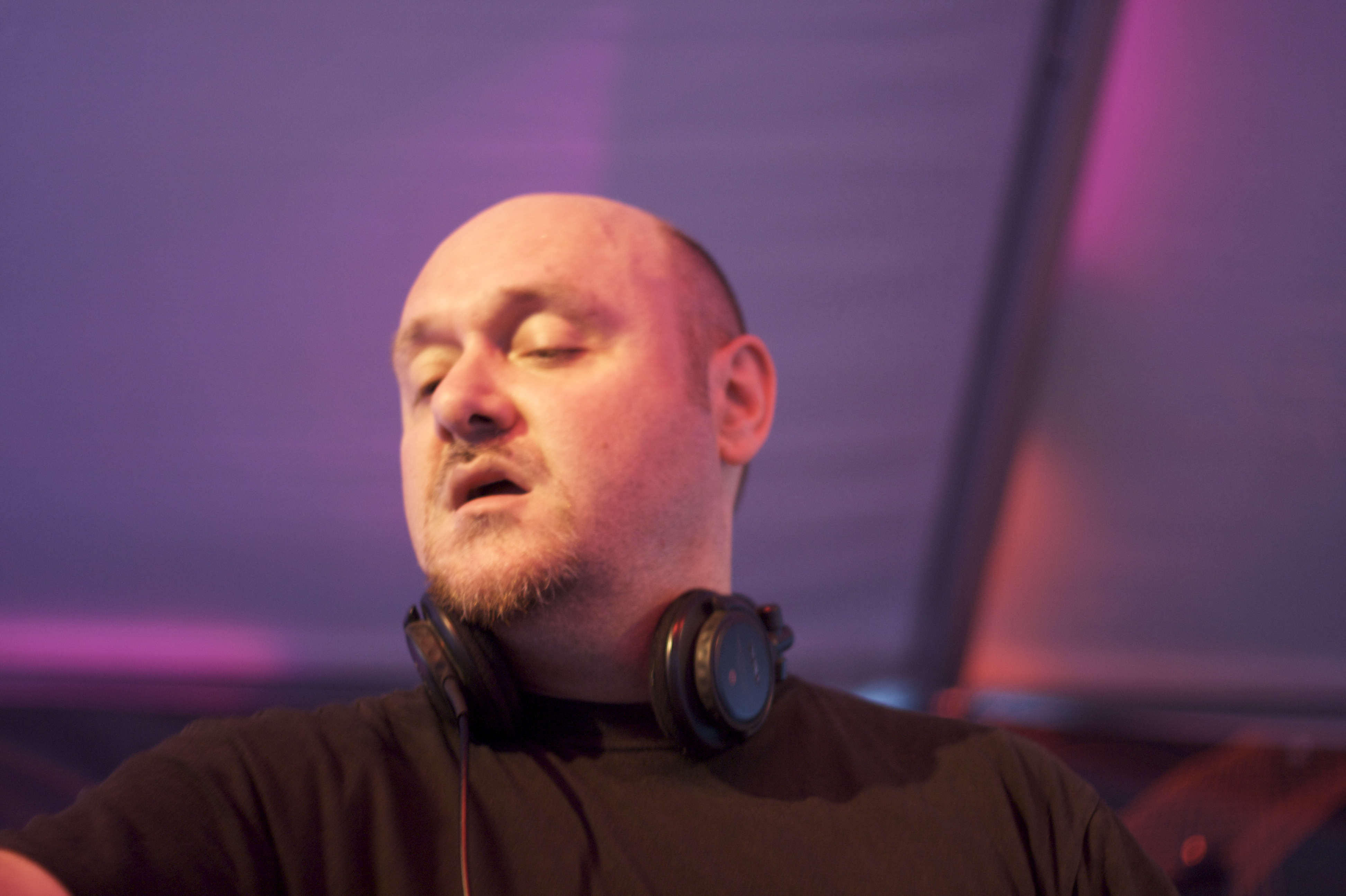
Kirk Degiorgio (2010)

Kirk Degiorgio (* ca. 1967/1968) ist ein britischer Musiker, Musikproduzent, Plattenlabelbetreiber und DJ. In der Techno-Szene wurde er vor allem ab Anfang der 1990er Jahre durch seine Veröffentlichungen unter dem Pseudonym As One bekannt.
Seine Musik bezieht Einflüsse aus Detroit Techno, Soul, Funk und vor allem Jazz ein.

## Leben
Kirk Degiorgio wurde in den späten 1960er Jahren im Ost-Londoner Stadtteil Stepney geboren. Mütterlicherseits ist er mit dem T-Rex-Sänger Marc Bolan verwandt. Im Alter von vier Jahren zog seine Familie nach Ipswich.
Nachdem ihm eine Tante im Jahr 1979 ihre Sammlung von Soul- und Funk-Schallplatten überließ, wurde sein Interesse für Musik geweckt. Ab 1982 beschäftigte er sich mit DJing, zunächst im Bereich des Electro.
1986 zog er in den West-Londoner Stadtteil Richmond und begann dort ein Studium der Geschichtswissenschaften. Ab Ende der 1980er Jahre setzte er sich verstärkt mit House und Detroit Techno auseinander. Er produzierte erste Demos, von denen eines von Colin Favor in einer Kiss FM Show gespielt wurde. Die Stücke wurden von den B12-Betreibern Michael Golding und Steve Rutter lizenziert und auf B12 unter dem Namen Future/Past veröffentlicht. Das als Future/Past veröffentlichte Stück Dance Intellect stellt seine erste Produktion dar.
Über Kontakte zu Andy Turner und Ed Handley von The Black Dog sowie den Detroit-Techno-Produzenten Carl Craig kam es zu weiteren Veröffentlichungen seiner Musikstücke, unter anderem auf der Compilation Intergalactic Beats auf dem von Craig betriebenen Label Planet E.
Kurz darauf startete Degiorgio sein eigenes Plattenlabel Applied Rhythmic Technology (ART). Einige Stücke wurden kurz darauf vom einflussreichen Label R&S Records lizenziert und neu veröffentlicht. Über den Kontakt zu Grant Wilson-Claridge wurde Degiorgio dann auf die Musik von Richard D. James alias Aphex Twin aufmerksam. Er schlug eine Zusammenarbeit zwischen ART und James’ und Wilson-Claridges Label Rephlex Records vor. 1992 erschien die Compilation The Philosophy Of Sound And Machine mit Stücken von Degiorgio (Future/Past), James (Q-Chastic; Soit-P.P.), Kosmik Kommando und weiteren Künstlern.
1994 wechselte Degiorgio zum Label New Electronica und veröffentlichte dort das erste As-One-Album Reflections.
Es folgten Zusammenarbeiten mit Photek und die Gründung des Labels Op-ART, auf dem unter anderem Werke von Photek und Paul W. Teebrooke (Steve Pickton) erschienen.
1997 wechselte Degiorgio zu James Lavelles Label Mo’ Wax, auf dem im gleichen Jahr das Album Planetary Folklore erschien. Gemeinsam mit der brasilianischen Fusionjazz-Band Azymuth nahm Degiorgio 2001 unter dem Projektnamen Offworld ein Album für Far Out Recordings auf.  Nach Veränderungen beim Label wechselte Degiorgio über Umwege zum US-amerikanischen Label Ubiquity, auf dem zunächst 2003 die Werkschau-Compilation So Far (So Good)...Twelve Years Of Electronic Soul erschien.
Ab 2004 widmete sich Degiorgio mit dem Sänger Jinadu verstärkt der Arbeit an dem Soul-Pop-Projekt The Beauty Room. Im gleichen Jahr erschien die Single Holding On. Das erste Album The Beauty Room erschien 2006 auf Peacefrog Records.
2005 erschien das Album Elegant Systems bei Versatile Records. Ebenfalls 2005 nahm Degiorgio an der Red Bull Music Academy in Seattle teil. Im folgenden Jahr erschien das Album Planetary Folklore 2 + 1 bei Octave Lab.

## Diskographie (Auswahl)

### Alben
- 1994: As One – Reflections (New Electronica)
- 1995: As One – Reflections On Reflections (New Electronica)
- 1995: As One – Celestial Soul (New Electronica)
- 1996: As One – The Message In Herbie's Shirts (Clear)
- 1997: As One – The Art Of Prophecy (Shield Records)
- 1997: As One – In With Their Arps, And Moogs, And Jazz And Things (Clear)
- 1997: As One – Planetary Folklore (Mo’ Wax)
- 2001: As One – 21st Century Soul (Ubiquity Records)
- 2001: Offworld – Two Worlds (Far Out Recordings)
- 2003: As One – So Far (So Good)...Twelve Years Of Electronic Soul (Compilation; Ubiquity Records)
- 2004: As One – Out Of The Darkness (Ubiquity Records)
- 2005: Kirk Degiorgio presents As One – Elegant Systems (Versatile Records)
- 2006: Kirk Degiorgio presents As One – Planetary Folklore 2 + 1 (Octave Lab)
- 2008: B12 / Kirk DeGiorgio – B12 Records Archive Vol. 2 (B12)
- 2013: Kirk Degiorgio – Presents Sambatek (Far Out Recordings)
- 2019: Kirk Degiorgio presents As One – Celestial Soul (Applied Rhythmic Technology)
- 2019: Kirk Degiorgio presents As One – Reflections (Applied Rhythmic Technology)
- 2019: Kirk Degiorgio presents As One – Reflections On Reflections (Applied Rhythmic Technology)

### Singles und EPs
- 1991: Future/Past / As One / Zee# – Untitled (B12)
- 1992: Future/Past / Balil – ART 1 E.P. (R & S Records)
- 1994: As One – Mihara (New Electronica)
- 1995: As One – We No Longer Understand (New Electronica)
- 1996: Future/Past – Hyperspace (R & S Records)
- 1996: Elegy / As One / Nuron – Likemind 04 (Likemind)
- 1996: As One – Relentless (Shield Records)
- 2001: Kirk Degiorgio presents As One – Another Revolution / Undefeated (Ubiquity Records)
- 2001: Kirk Degiorgio presents As One – Problems / Another Revolution / If It Ain't Broke (Ubiquity Records)
- 2001: Kirk Degiorgio – Nairobi (New Religion)
- 2002: As One – To See Tomorrow (Ubiquity Records)
- 2003: Kirk Degiorgio – Holy Distraction (New Religion)
- 2004: Kirk Degiorgio – EP3 (New Religion)
- 2004: As One – Believer / Sanctified / I Love You (Ubiquity Records)
- 2005: Kirk Degiorgio presents Esoterik – Alcyone EP (Freerange Records)
- 2005: Kirk DeGiorgio / Elegy – Circuits Fading EP (New Religion)
- 2006: Kirk DeGiorgio / Elegy – Starwaves EP (Freerange Records)
- 2007: As One – Germanium (Archive)
- 2007: Kirk Degiorgio – I Do Not Exist (B12)
- 2009: Kirk Degiorgio – Jitter World (Abstract Forms)
- 2011: Kirk Degiorgio – Flote EP (Flying Donkey Music)
- 2012: Kirk Degiorgio – The Golden Aspect EP (Planet E)
- 2012: Kirk Degiorgio – Divine Logic (Rush Hour Recordings)
- 2012: Kirk Degiorgio & Ben Sims – Machine Theme (Machine)
- 2013: Kirk Degiorgio – Unreleased 1991-1992 (Indigo Aera)
- 2013: Kirk Degiorgio & Ben Sims – Strike (Machine)